# Liste des présidents du Mozambique
Pour un article plus général, voir Président de la république du Mozambique.

Drapeau du président du Mozambique.

Cet article dresse la liste des présidents de la république du Mozambique depuis son indépendance en 1975 vis-à-vis du Portugal à la suite de la révolution des Œillets.
Depuis le premier titulaire Samora Machel, tous les présidents sont issus du Front de libération du Mozambique (FRELIMO), parti unique du pays de 1975 jusqu'à l'établissement du multipartisme en 1992. 
L'actuel président en fonction est Daniel Chapo depuis le 15 janvier 2025, élu lors de la présidentielle de 2024.

## Liste des titulaires
| N°                                                                                      | Portrait                                       | Titulaire (Naissance-mort)                     | Élection                                       | Mandat                                         | Mandat                                         | Mandat                                         | Parti politique                                | Parti politique                                |
| N°                                                                                      | Portrait                                       | Titulaire (Naissance-mort)                     | Élection                                       | Début                                          | Fin                                            | Durée                                          | Parti politique                                | Parti politique                                |
| République populaire du Mozambique (1975-1990)                                          | République populaire du Mozambique (1975-1990) | République populaire du Mozambique (1975-1990) | République populaire du Mozambique (1975-1990) | République populaire du Mozambique (1975-1990) | République populaire du Mozambique (1975-1990) | République populaire du Mozambique (1975-1990) | République populaire du Mozambique (1975-1990) | République populaire du Mozambique (1975-1990) |
| --------------------------------------------------------------------------------------- | ---------------------------------------------- | ---------------------------------------------- | ---------------------------------------------- | ---------------------------------------------- | ---------------------------------------------- | ---------------------------------------------- | ---------------------------------------------- | ---------------------------------------------- |
| 1                                                                                       | Samora Machel                                  | Samora Machel (1933-1986)                      | 1977                                           | 25 juin 1975                                   | 19 octobre 1986 (mort en fonction)             | 11 ans, 3 mois et 24 jours                     |                                                | FRELIMO                                        |
| L'intérim est assuré par le comité central du FRELIMO du 19 octobre au 6 novembre 1986. |                                                |                                                |                                                |                                                |                                                |                                                |                                                |                                                |
| 2                                                                                       | Joaquim Chissano                               | Joaquim Chissano (né en 1939)                  | —                                              | 6 novembre 1986                                | 4 janvier 1987                                 | 4 ans et 25 jours                              |                                                | FRELIMO                                        |
| 2                                                                                       | Joaquim Chissano                               | Joaquim Chissano (né en 1939)                  | 1986                                           | 4 janvier 1987                                 | 1er décembre 1990                              | 4 ans et 25 jours                              |                                                | FRELIMO                                        |
| République du Mozambique (depuis 1990)                                                  |                                                |                                                |                                                |                                                |                                                |                                                |                                                |                                                |
| (2)                                                                                     | Joaquim Chissano                               | Joaquim Chissano (né en 1939)                  | —                                              | 1er décembre 1990                              | 9 décembre 1994                                | 14 ans, 2 mois et 1 jour                       |                                                | FRELIMO                                        |
| (2)                                                                                     | Joaquim Chissano                               | Joaquim Chissano (né en 1939)                  | 1994                                           | 9 décembre 1994                                | 3 décembre 1999                                | 14 ans, 2 mois et 1 jour                       |                                                | FRELIMO                                        |
| (2)                                                                                     | Joaquim Chissano                               | Joaquim Chissano (né en 1939)                  | 1999                                           | 3 décembre 1999                                | 2 février 2005                                 | 14 ans, 2 mois et 1 jour                       |                                                | FRELIMO                                        |
| 3                                                                                       | Armando Guebuza                                | Armando Guebuza (né en 1943)                   | 2004                                           | 2 février 2005                                 | 14 janvier 2010                                | 9 ans, 11 mois et 13 jours                     |                                                | FRELIMO                                        |
| 3                                                                                       | Armando Guebuza                                | Armando Guebuza (né en 1943)                   | 2009                                           | 14 janvier 2010                                | 15 janvier 2015                                | 9 ans, 11 mois et 13 jours                     |                                                | FRELIMO                                        |
| 4                                                                                       | Filipe Nyusi                                   | Filipe Nyusi (né en 1959)                      | 2014 2019                                      | 15 janvier 2015                                | 15 janvier 2025                                | 10 ans                                         |                                                | FRELIMO                                        |
| 5                                                                                       | Daniel Chapo                                   | Daniel Chapo (né en 1977)                      | 2024                                           | 15 janvier 2025                                | en cours                                       | 3 mois et 26 jours                             |                                                | FRELIMO                                        |